# Burnhope Seat
Der Burnhope Seat ist ein Berg im Norden der Pennines in England. Die Grenze zwischen Cumbria und County Durham verläuft über den Berg. Der höchste Punkt des Berges liegt in Cumbria, knapp 200 m östlich davon auf der Grenze der beiden Counties steht ein Trigonometrischer Punkt. Mit einer Schartenhöhe von 190 m ist der Berg als Marilyn qualifiziert.
Nach dem Countryside and Right of Way Act (2000) ist der Berg als Access Land eingeordnet worden.
Der Berg kann vom Weardale-Tal als Teil einer Wanderung um das Burnhope Reservoir bestiegen werden. 
Im Westen des Berges führt die Landstraße (B6277) von Alston nach Middleton-in-Teesdale am Berg vorbei und von hier ist ein Aufstieg auf den Berg möglich. Das Skigebiet Yad Moss mit Skiliften am Nordwesthang des Berges ist ebenfalls von dieser Straße aus zugänglich.